# La visione dopo il sermone
La visione dopo il sermone (Vision après le sermon) è un dipinto del pittore francese Paul Gauguin, realizzato nel 1888 e conservato alla National Gallery of Scotland di Edimburgo.

## Descrizione

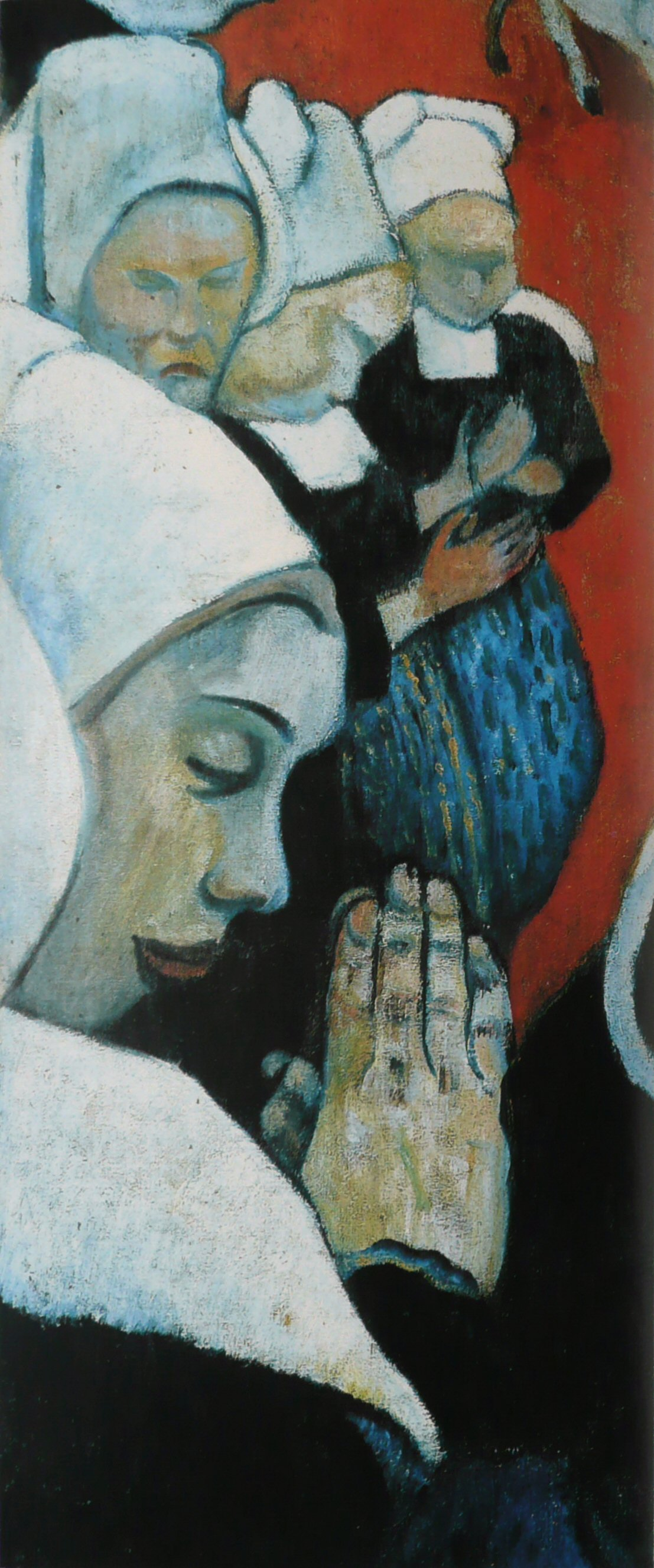
Particolare delle fedeli bretoni.

Nel La visione dopo il sermone, una delle sue opere programmatiche del periodo di Pont-Aven, Gauguin amalgama con grande maestria il mondo arcaico della Bretagna, il suo fervoroso misticismo, il suo interesse per l'arte giapponese e infine i suoi orientamenti stilistici cloisonniste.
Già il nome dell'opera richiama una tematica cardine che getterà le basi per le future correnti simboliste: quella della visione. Gauguin, infatti, coglie il momento in cui delle donne bretoni abbigliate nei loro costumi tradizionali fuoriescono dalla chiesa, dove avevano ascoltato con interesse un episodio tratto dalla Genesi (32, 23-33), ove si narra della zuffa notturna di Giacobbe, secondogenito di Isacco, con un angelo misterioso. Affascinate dall'orazione sermonica, le contadine bretoni nell'opera si lasciano travolgere dalla fantasia e immaginano la biblica lotta, rappresentata sull'immenso campo rosso dello sfondo. È proprio questa l'importante novità introdotta con La visione dopo il sermone: la coesistenza di una dimensione reale, con le donne appena uscite dalla chiesa, e di una soprannaturale, sperimentabile solamente con la vertigine della religione, con l'angelo che ha allargato le ali in preda ad un'eccitazione mistica. Se pittori come Gustave Courbet si ancoravano saldamente alla concretezza del reale, ritenendo che soggetti invisibili, astratti o immaginari dovessero esulare dal loro dominio, qui Gauguin ricorre esplicitamente all'immaginazione, facoltà suprema con la quale l'uomo può ricostruire in modo esaltante ed armonico la soggettività che vive nel suo spirito. Di seguito si riporta il commento che Charles Baudelaire, una delle maggiori personalità estetiche e poetiche dell'Ottocento, fornì dell'immaginazione:
(Charles Baudelaire)
Il piano immaginario e quello reale, poi, vengono raccordati grazie a sapienti escogitazioni plastiche, come le massicce figure delle suore che digradano verso lo sfondo, assorbite come sono nei loro atteggiamenti devozionali (una di loro, a sinistra, presenta persino le mani giunte in preghiera). Di fondamentale importanza, in tal senso, è la presenza del tronco d'albero obliquo, il quale pure serve a separare le suore bretoni dal contenuto delle loro visioni.

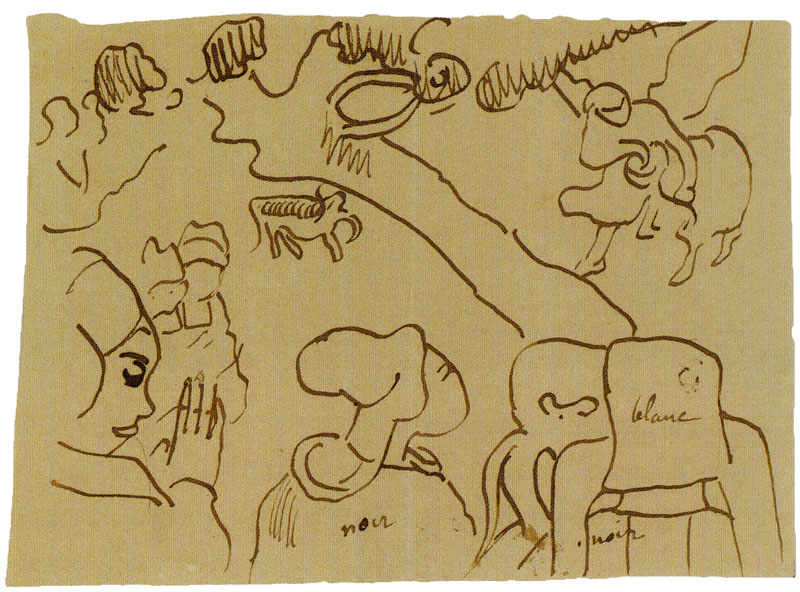
Prima di stendere la composizione Gauguin allegò questo schizzo ad una lettera indirizzata all'amico Vincent van Gogh per ascoltarne il parere.

Per conciliare due dimensioni così antitetiche, poi, Gauguin trova particolarmente congeniali le suggestioni provenienti dall'arte dell'Estremo Oriente. Nell'applicazione di colori smaglianti su superfici omogenee e racchiuse da uno spesso contorno nero è evidente infatti l'influenza delle stampe giapponesi, ravvisabile anche nell'essenzialità espressiva della scena di lotta biblica, che richiama le raffigurazioni dei lottatori di sumo, in cui la mancanza della prospettiva è funzionale a trascinare l'occhio dell'osservatore in profondità e a rendere l'impressione di irrealtà. Le uniche ombre (definite dall'artista «inganni del sole») che vengono riportate sono quelle proprie. Il contrasto tra la dimensione idealistica e quella naturalistica viene enfatizzato anche dai colori duri e contrastanti, nei quali è già ravvisabile la svolta cromatica che si attuerà pienamente solo con Il Cristo giallo. Se Gauguin fu tacciato da Pissarro «di aver scopiazzato i giapponesi, i pittori bizantini» e «di non [aver applicato] la sua sintesi alla filosofia moderna antiautoritaria e antimistica», Albert Aurier fu al contrario entusiasta di questa commistione tra Occidente e Oriente, dove non sono estranee tra l'altro le suggestioni provenienti dall'arte di Eugène Delacroix, artista romantico che pure si era confrontato con il tema biblico della lotta tra Giacobbe e l'angelo affrescando la chiesa di Saint-Sulpice a Parigi. Di seguito, invece, si riporta il commento che lo stesso Gauguin fornì della sua opera:
(Paul Gauguin)